# 椿高下
椿高下（つばきこうげ）は岡山県津山市にある地名。郵便番号は708-0051。

## 地理
津山城下町の北端に位置し、山北のすぐ隣で、市役所から程近くに位置する。

## 歴史

### 沿革
- 1889年6月1日 - 町村制施行に伴い、津山城下町の椿高下他、宮川以西の町が合併して西北条郡津山町となる。
- 1900年4月1日 -　津山町が東南条郡津山東町を編入するとともに、西北条郡が西西条郡、東南条郡、東北条郡と合併し、苫田郡津山町となる。
- 1923年4月1日 - 苫田郡林田村が町制・改称、津山東町となる
- 1929年2月11日 - 津山町が周辺町村と合併・市制により、津山市となる.

## 世帯数と人口
2021年（令和3年）1月1日現在の世帯数と人口は以下の通りである。
| 町丁   | 世帯数  | 人口  |
| ------ | ------- | ----- |
| 椿高下 | 251世帯 | 487人 |

## 小・中学校の学区
市立小・中学校に通う場合、学区は以下の通りとなる。
| 番地 | 小学校           | 中学校             |
| ---- | ---------------- | ------------------ |
| 全域 | 津山市立北小学校 | 津山市立鶴山中学校 |

## 交通

### 道路
- 岡山県道68号津山加茂線

## 施設

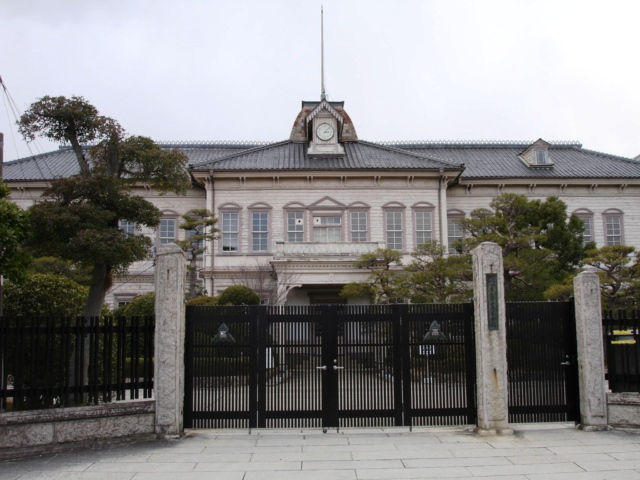
岡山県立津山中学校・高等学校

- 岡山県立津山中学校・高等学校
- 岡山地方検察庁津山支部
- 岡山地方裁判所津山支部
- 岡山家庭裁判所津山支部
- 津山簡易裁判所
- 美作県民局第二庁舎
- カメラのキタムラ津山店